# Île Penguin
Pour les articles homonymes, voir Île des Pingouins.
L'île Penguin ou île des Pingouins est une île inhabitée de l'Antarctique, appartenant aux îles Shetland du Sud. Elle mesure 1,6 km de long et a la particularité de posséder un cône volcanique. Celui-ci nommé pic Deacon atteignant 170 m d’altitude.